# Scyphax nipponensis
Scyphax nipponensis är en kräftdjursart som beskrevs av Nunomura 1986. Scyphax nipponensis ingår i släktet Scyphax och familjen Scyphacidae. Inga underarter finns listade i Catalogue of Life.